# توم دايمن
توم دايمن (بالهولندية: Tom Daemen)‏ (17 يونيو 1985 ببرونسوم في هولندا - ) هو لاعب كرة قدم هولندي في مركز الوسط. لعب مع أريس ليماسول وإن إي سي نيميخن وغو أهد إيغلز ونادي أيك لارنكا وفورتونا سيتارد وMVV Maastricht ‏ وإينوسيس نيون باراليمني ‏.

## روابط خارجية
- توم دايمن على موقع قاعدة بيانات كرة القدم.إي يو (الإنجليزية)
- توم دايمن على موقع Soccerway.com (الإنجليزية)